# Quinxassa
Quinxassa, Quinxasa ou Kinshasa é a capital e maior cidade da República Democrática do Congo (ou Congo-Quinxassa). Quinxassa é o principal centro econômico, político e cultural do país, abrigando diversas indústrias, incluindo manufatura, telecomunicações, bancos e entretenimento.
O local onde hoje é Quinxassa foi habitado pelos povos teque-humbus por séculos e era conhecido como Nhasa antes de se transformar em um centro comercial nos séculos XIX e XX. A cidade foi batizada de Léopoldville por Henry Morton Stanley em homenagem a Leopoldo II da Bélgica. O nome foi alterado para Quinxassa em 1966, durante a campanha de zairização de Mobutu Sese Seko, como uma homenagem à antiga vila de Nshasa.
Quinxassa também funciona como uma das 26 províncias do Congo-Quinxassa e é administrativamente dividida em 24 comunas, subdivididas em 365 bairros. Apesar de sua extensa região administrativa, mais de 90% da área da província permanece rural, enquanto o crescimento urbano ocorre predominantemente em seu lado oeste. Com uma área de 9.965 km², Quinxassa se estende ao longo das margens sul do rio Congo e do lago Malebo, sendo o marco inicial das Cataratas de Livingstone. Vista do espaço, a cidade possui a forma um amplo crescente sobre um terreno plano e baixo ao redor do lago Malebo, com uma altitude média de cerca de 300 metros. Faz fronteira com as províncias de Mai-Indombe, Cuílo e Cuango a leste; o rio Congo delimita seus limites oeste e norte, formando uma fronteira natural com a República do Congo; ao sul, está a província do Congo Central. Do outro lado do rio fica Brazavile, a capital do vizinho menor República do Congo, formando o segundo par de capitais mais próximas do mundo, apesar de serem separadas por um trecho de quatro quilômetros de largura do rio Congo, sem ponte.
Forma uma conurbação transfronteiriça de cerca de dezessete milhões de habitantes com a cidade de Brazavile (na República do Congo), que está na margem norte do Congo. É a cidade mais densamente povoada do Congo-Quinxassa, a terceira mais populosa e a terceira maior área metropolitana da África, disputando posições com o Cairo (Egito) e com Lagos (Nigéria), além de ser a 22ª cidade mais populosa do mundo e a quarta capital mais populosa. É uma das megacidades que mais crescem no mundo. É ainda a mais populosa cidade francófona do mundo, com mais de 14 milhões de habitantes (2021), quase sete vezes superior a população de Paris, na França. O francês acaba por ser a língua do governo, educação, mídia, serviços públicos e comércio de alto nível, enquanto o lingala é usado como língua franca nas ruas.  Em 2015, Quinxassa foi designada Cidade da Música pela UNESCO e, desde então, faz parte da Rede de Cidades Criativas.

## Etimologia
Existem várias teorias sobre a origem do nome Kinshasa. Paul Raymaekers, antropólogo e etnólogo, sugere que o nome deriva da combinação das línguas congo e humbu. O prefixo "Ki(n)" significa colina ou área habitada, e Nsasa, Nhasa ou Nshasa refere-se a um saco de sal. Segundo Raymaekers, Kinshasa era um importante local de comércio onde povos do Baixo Congo (atual província do Congo Central) e do Oceano Atlântico Sul trocavam sal por mercadorias como ferro, escravos e marfim, trazidos por povos do Alto Congo (atual província do Chopo). Por outro lado, Hendrik van Moorsel, antropólogo, historiador e pesquisador, propõe que pescadores teques trocavam peixe por mandioca com os moradores locais às margens do rio, e o local dessa troca era chamado de Ulio. Na língua teque, "troca" é Utsaya, e "local de troca" é Intsaya. Assim, o nome evoluiu de Ulio para Intsaya e, mais tarde, sob influência da língua congo, transformou-se em Kintsaya, tornando-se finalmente Kinshasa. Kinshasa, também conhecida como N'shasa, é considerada o principal "local de troca" na margem sul do lago Malebo, onde o escambo ocorria mesmo antes do florescimento comercial de Quintambo.
Acredita-se que o nome Nshasa tenha origem no verbo teque "tsaya" (tsaa), que significa "trocar", e no substantivo "intsaya" (insaa), que se refere a qualquer mercado ou local de troca. Foi nesse local que os intermediários teques negociavam marfim e escravos dos traficantes banunus (muitas vezes confundidos com os ianzi) por mercadorias europeias trazidas pelos povos zombo e congo. Apesar das diversas teorias, sabe-se que o nome histórico de Kinshasa era Nshasa, conforme documentado por Henry Morton Stanley durante sua travessia da África, de Zanzibar a Boma, entre 1874 e 1877, quando mencionou ter visitado "o rei de Nshasa" em 14 de março de 1877. Quinxassa se tornou o nome oficial da cidade após a independência do Congo em 1966, substituindo nome "Léopoldville", que foi dado em 1881 pelo explorador Henry Morton Stanley em homenagem a Leopoldo II da Bélgica, a cujo serviço estava.

## História

### Século XVI ao XIX
Os traços de ocupação humana na África Central se remontam ao I milênio a.C. Os séculos que se antecederam a colonização europeia foram marcados pela instalação dos povos bantus na região do médio e baixo Congo, previamente ocupado exclusivamente por pigmeus. Diferentes tribos e povos formavam a nova população. Os povos, em sua maior parte, ocupavam o lado direito do rio, sendo que alguns destes, como os humbus e mfinus, ocupavam a parte esquerda.
As populações que formaram a vila de Nhasa eram provenientes de uma povoação pescadores teque-humbus que habitava a uma povoação na ilha Bamu, no centro do lago Malebo. A localidade Nhasa, que se formou pouco antes das Cataratas de Livingstone, passou a se estabelecer como o novo centro de comércio regional entre os séculos XVII e XVIII, eventualmente formando um pequeno e bem estabelecido reino centrado em seu porto no rio Congo. Sua base comercial se dava pelo controle do sistema de trocas entre as zonas interiores da bacia do Congo e do poderoso reino do Congo, mais a jusante, servindo como um centro de trocas de sal vindo do litoral. A região passou a sofrer com o tráfico negreiro de escravos e de marfim feito pelos franceses e portugueses na costa Atlântica e no estuário do Congo e por Tippu Tip na bacia do Congo. Ambas atividades enriqueceram alguns povos que viviam na região, mas perturbaram o equilíbrio socioeconômico de Nhasa.

### Colonização europeia

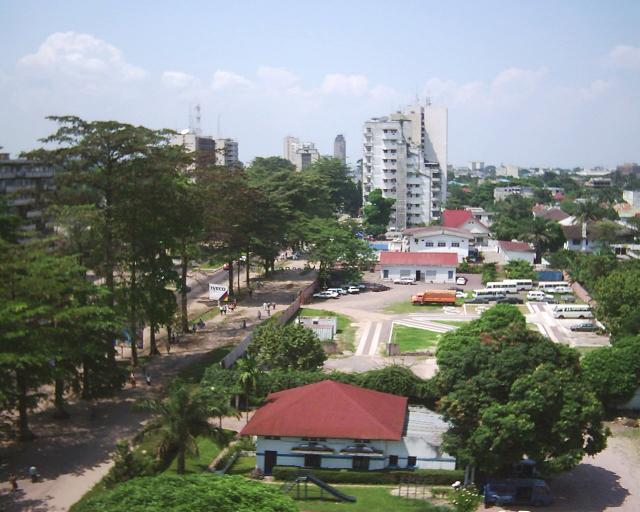
Bairro de La Gombe, em 2003

A cidade foi tomada pelos colonizadores e estabelecida como um posto de comércio colonial por Henry Morton Stanley, em 1881, ganhando o nome Léopoldville em homenagem ao Rei Leopoldo II da Bélgica. O posto floresceu como o maior porto navegável do rio Congo a montante das Quedas de Inga e Livingstone, uma série de corredeiras que se espraia por cerca de 300 quilômetros. As mercadorias que chegavam por via marítima deveriam ser transportadas por carregadores entre Matadi, a jusante das corredeiras e já a 150 km da costa, até Léopoldville.
A construção da linha ferroviária Matadi—Quinxassa em 1898, forneceu uma  rota alternativa rápida e mais eficiente ao longo das corredeiras e provocou o rápido desenvolvimento de Léopoldville.
Em 1920, a cidade foi elevada a capital do Congo Belga, em substituição à cidade de Boma no estuário do Congo.
Quinxassa foi uma das primeiras localidades a ter um surto de infecção do vírus HIV-1 (1959), o prelúdio da pandemia global da Síndrome da Imunodeficiência Adquirida. A cepa viral foi identificada na amostra de sangue preservado de um homem local.
A 4 de janeiro de 1959, militantes da Associação dos Bacongos para a Unificação, a Conservação e o Desenvolvimento da Língua Congo (Abako), do Partido da Solidariedade Africana (PSA) e da União das Populações de Angola (UPA), participaram dos motins e distúrbios na cidade contra a repressão belga ao movimento independentista quinxassa-congolês. Durante os motins, lojas de comerciantes foram saqueadas. As autoridades do Congo Belga reprimiram duramente a agitação, sendo este evento considerado o mais importante que levou a descolonização nacional.

### Pós-independência nacional
Quando o Congo Belga se tornou independente da Bélgica em 1960, o neerlandês foi abandonado como língua oficial, permanecendo porém o francês nas relações cotidianas.
Em 5 de julho de 1960, soldados das guarnições de Quinxassa e Mabanza-Angungu, da Força Pública nacional, o exército da recém-independente do Congo-Quinxassa, amotinaram-se contra seus oficiais brancos. A revolta rapidamente se espalhou por todo o país, causando tremenda desordem, culminando no assassinato de Patrice Lumumba e dando início à Crise do Congo.
Em 1965, Mobutu Sese Seko tomou o poder no Congo, em seu segundo golpe de Estado e iniciou uma política de "africanização" (que ele chamou de "Authenticité") dos nomes das pessoas e lugares do país. Em 1966, Léopoldville foi rebatizada como Quinxassa, nome tirado de aldeia pesqueira chamada Kinchassa, que ficava perto do local. A cidade cresceu rapidamente sob o governo de Mobutu, atraindo pessoas de todo o país que vieram em busca de suas fortunas ou para fugir dos conflitos étnicos em outros lugares. Isso inevitavelmente trouxe uma mudança de composição étnica e também linguística da cidade. Embora esteja situada no território que tradicionalmente pertence ao povo teque-humbu, as línguas francas em Quinxassa são o lingala e o francês.
Em 1974, Quinxassa sediou a luta de boxe "Rumble in the Jungle", entre Muhammad Ali e George Foreman, em que Ali derrotou Foreman para recuperar o cinturão de peso pesado.

### Década de 1990-presente
Quinxassa foi palco de diversos protestos contra o governo ditatorial de Mobutu, especialmente durante os distúrbios no Zaire em 1991, onde tumultos pelo afastamento de soldados que protestavam contra a incapacidade do governo de pagar seus salários levaram a uma grande instabilidade nacional.
Em 17 de maio de 1997 ocorreu a captura de Quinxassa, durante a Primeira Guerra do Congo. Os rebeldes da Aliança das Forças Democráticas para a Libertação do Congo assumem o controle da cidade sem lutar contra os mobutistas. A queda de Mobutu deu-se pela corrupção em massa, o nepotismo e a guerra civil.
Em dezembro de 2013 ataques ocorreram em Quinxassa, lançados por partidários do líder religioso Paul Joseph Mukungubila Mutombo contra estúdios de televisão, os aeroportos e uma base militar na capital. Os conflitos na capital geraram entre 50 e 100 mortes.
Quinxassa foi ainda o epicentro dos protestos nacionais de janeiro de 2015 e dos subsequentes protestos nacionais de dezembro de 2016 contra o governo de Joseph Kabila. Quase uma década depois, em janeiro de 2025, ocorreram uma série de manifestações violentas em Quinxassa. Várias missões diplomáticas estrangeiras tornaram-se alvos de agitação civil, pois os manifestantes expressaram sua oposição à inação internacional percebida em relação aos avanços dos rebeldes do M23 no leste quinxassa-congolês.

## Geografia

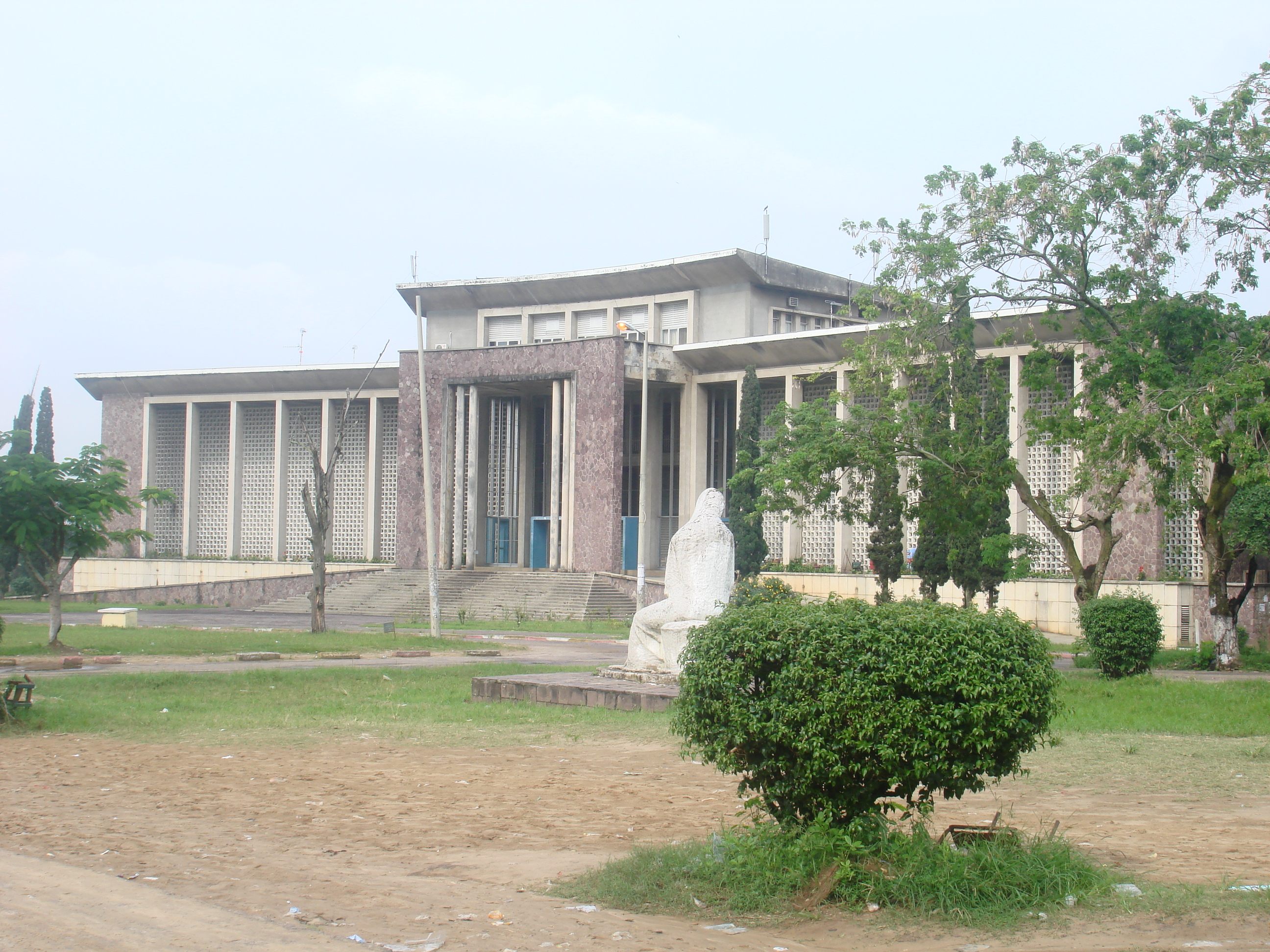
Universidade de Quinxassa.

Quinxassa está localizada em um ponto naturalmente alargado do médio rio Congo chamado lago Malebo (anteriormente Stanley Pool), que possui uma imensa ilha ao centro (ilha Bamu). Onde está localizada, é o único ponto do mundo em que duas capitais nacionais são conurbadas e separadas somente por um rio. Quinxassa encontra-se na margem sul do Congo e Brazavile na margem oposta.
O rio Congo, seu principal referencial geográfico, é o segundo maior do continente em extensão — perdendo apenas para o Nilo — e maior em volume de água; dada sua boa navegabilidade é bastante usado como hidrovia. O rio é uma importante fonte de energia hidrelétrica e, a jusante de Quinxassa, na Central Hidroelétrica de Inga (nas Quedas de Inga), tem o potencial para gerar energia equivalente ao uso de cerca de metade da população africana. Outro grande referencial geográfico é o Monte Mangengenge, com 718 metros de altitude.
É uma cidade de muitos contrastes, grandes ricas áreas comerciais, apartamentos de luxo e três universidades, coexistem lado a lado com complexos de favelas.

### Clima
Sob a classificação climática de Köppen, Quinxassa tem um clima tropical úmido e seco. Possui uma longa temporada de chuvas que vai de outubro a maio e uma estação relativamente curto de seca que se estende entre junho e setembro. Devido ao fato de que Quinxassa ficar ao sul da linha do equador, a sua estação seca começa em torno de seu "inverno", que é em junho. Isso está em contraste com cidades africanas mais ao norte que caracterizam este clima onde a estação seca geralmente começa em torno de janeiro. A estação seca de Quinxassa é um pouco mais fria do que a sua estação chuvosa, embora as temperaturas permaneçam relativamente constantes ao longo do ano.
| Dados climatológicos para Quinxassa                                    | Dados climatológicos para Quinxassa | Dados climatológicos para Quinxassa | Dados climatológicos para Quinxassa | Dados climatológicos para Quinxassa | Dados climatológicos para Quinxassa | Dados climatológicos para Quinxassa | Dados climatológicos para Quinxassa | Dados climatológicos para Quinxassa | Dados climatológicos para Quinxassa | Dados climatológicos para Quinxassa | Dados climatológicos para Quinxassa | Dados climatológicos para Quinxassa | Dados climatológicos para Quinxassa |
| Mês                                                                    | Jan                                 | Fev                                 | Mar                                 | Abr                                 | Mai                                 | Jun                                 | Jul                                 | Ago                                 | Set                                 | Out                                 | Nov                                 | Dez                                 | Ano                                 |
| ---------------------------------------------------------------------- | ----------------------------------- | ----------------------------------- | ----------------------------------- | ----------------------------------- | ----------------------------------- | ----------------------------------- | ----------------------------------- | ----------------------------------- | ----------------------------------- | ----------------------------------- | ----------------------------------- | ----------------------------------- | ----------------------------------- |
| Temperatura máxima recorde (°C)                                        | 36                                  | 36                                  | 38                                  | 37                                  | 37                                  | 37                                  | 32                                  | 33                                  | 35                                  | 35                                  | 37                                  | 34                                  | 38                                  |
| Temperatura máxima média (°C)                                          | 30,6                                | 31,3                                | 32,0                                | 32,0                                | 31,1                                | 28,8                                | 27,3                                | 28,9                                | 30,6                                | 31,1                                | 30,6                                | 30,1                                | 30,4                                |
| Temperatura média (°C)                                                 | 25,9                                | 26,4                                | 26,8                                | 26,9                                | 26,3                                | 24,0                                | 22,5                                | 23,7                                | 25,4                                | 26,2                                | 26,0                                | 25,6                                | 25,5                                |
| Temperatura mínima média (°C)                                          | 21,2                                | 21,6                                | 21,6                                | 21,8                                | 21,6                                | 19,3                                | 17,7                                | 18,5                                | 20,2                                | 21,3                                | 21,5                                | 21,2                                | 20,6                                |
| Temperatura mínima recorde (°C)                                        | 18                                  | 20                                  | 18                                  | 20                                  | 18                                  | 15                                  | 10                                  | 12                                  | 16                                  | 17                                  | 18                                  | 16                                  | 10                                  |
| Precipitação (mm)                                                      | 163                                 | 165                                 | 221                                 | 238                                 | 142                                 | 9                                   | 5                                   | 2                                   | 49                                  | 98                                  | 247                                 | 143                                 | 1 482                               |
| Dias com precipitação                                                  | 12                                  | 12                                  | 14                                  | 17                                  | 12                                  | 1                                   | 0                                   | 1                                   | 6                                   | 10                                  | 16                                  | 14                                  | 115                                 |
| Umidade relativa (%)                                                   | 83                                  | 82                                  | 81                                  | 82                                  | 82                                  | 81                                  | 79                                  | 74                                  | 74                                  | 79                                  | 83                                  | 83                                  | 80                                  |
| Insolação (h)                                                          | 136                                 | 141                                 | 164                                 | 153                                 | 164                                 | 144                                 | 133                                 | 155                                 | 138                                 | 149                                 | 135                                 | 127                                 | 1 739                               |
| Fonte: Climate-Data.org (tempetature) Weatherbase (extremes)           |                                     |                                     |                                     |                                     |                                     |                                     |                                     |                                     |                                     |                                     |                                     |                                     |                                     |
| Fonte 2: Danish Meteorological Institute (precipitação, sol e umidade) |                                     |                                     |                                     |                                     |                                     |                                     |                                     |                                     |                                     |                                     |                                     |                                     |                                     |

### Demografia

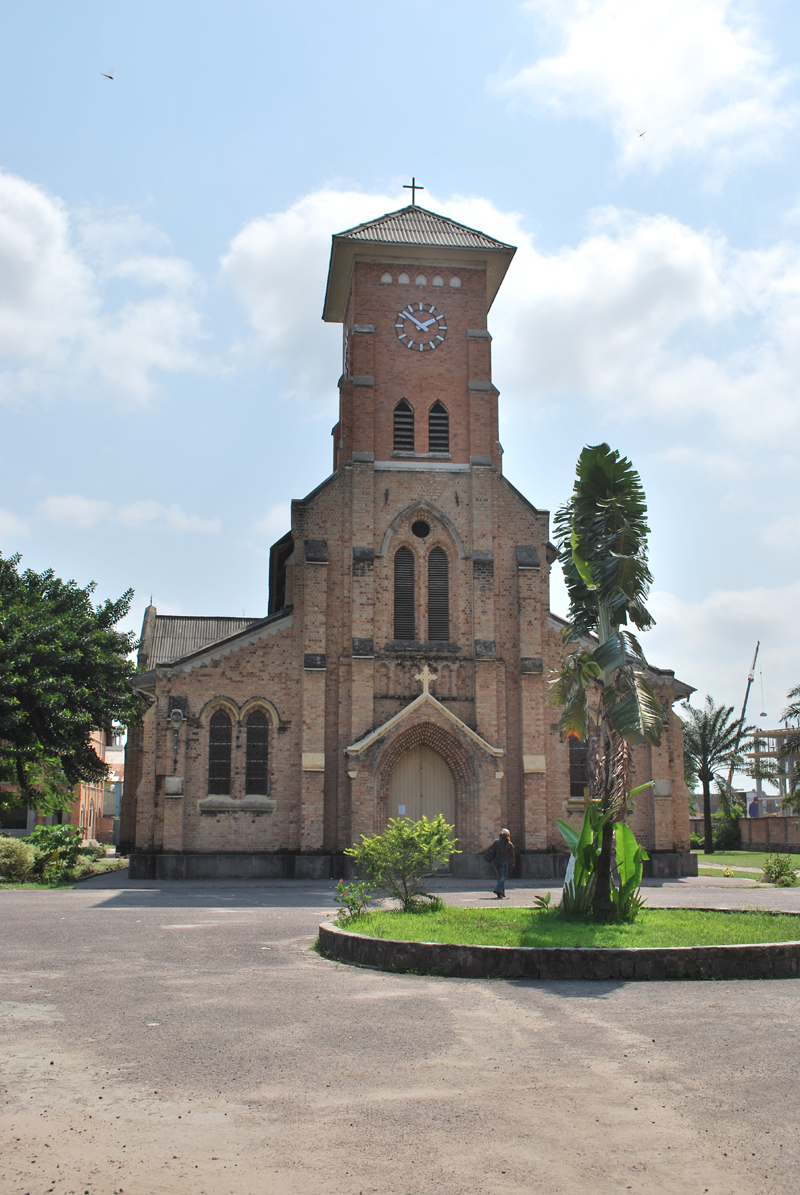
Igreja de Sant'Ana de Quinxassa (Igreja Católica)

Em 1945, como capital do Congo Belga, Leopoldville tinha cerca de 100 000 habitantes. Após a independência do país, em 1960, a população aumentou para cerca de 400 000 habitantes, transformando-se na principal cidade da África Central. Quinze anos mais tarde, depois que a cidade foi rebatizada como Quinxassa, em 1966, sua população havia alcançado um total de 2 milhões de habitantes. A cidade cresceu de forma considerável, passando de meio milhão, no final da década de 1960, para 4 787 000 habitantes em 1998. As últimas estimativas, em 2 005, divulgaram uma população de 7 500 000 habitantes.
Segunda estimativas, a população pode superar os 10 milhões de habitantes em 2015, colocando-a entre as 30 maiores cidades do mundo. Segundo o Banco Mundial, o número de empregos cresceu de forma desigual, comparando com outras grandes cidades da África, com 95% de crescimento na ocupação remunerada, contra 45% em Freetown e Uagadugu.
Conforme um estudo da Rede de Educadores de Crianças e Jovens da Rua (Réseaux des éducateurs des enfants et jeunes de la rue, REEJER) elaborado em 2006, 13 877 crianças viviam e trabalhavam nas ruas de Quinxassa, principalmente nas comunas de Masina, Kimbanseke e Limete.

#### Religião
Existem em Quinxassa diversos credos e manifestações religiosas, tendo, entre os locais de culto, principalmente igrejas e templos cristãos Católicos Romanos (sob coordenação da Arquidiocese de Quinxassa), da Comunidade Batista do Congo e da Comunidade Batista do Rio Congo (membros da Aliança Batista Mundial), da Assembleia de Deus, da Província da Igreja Anglicana do Congo (Comunhão Anglicana), da Igreja Quimbanguista e da Comunidade Presbiteriana no Congo (Comunhão Mundial das Igrejas Reformadas). Há também mesquitas muçulmanas.

### Património natural
Na periferia da cidade de Quinxassa há o Lola ya Bonobo, o único santuário do mundo para bonobos órfãos. Além deste, há o Jardim Botânico de Quinxassa e o Jardim Zoológico de Quinxassa, ambos na área central da cidade.

## Política e administração

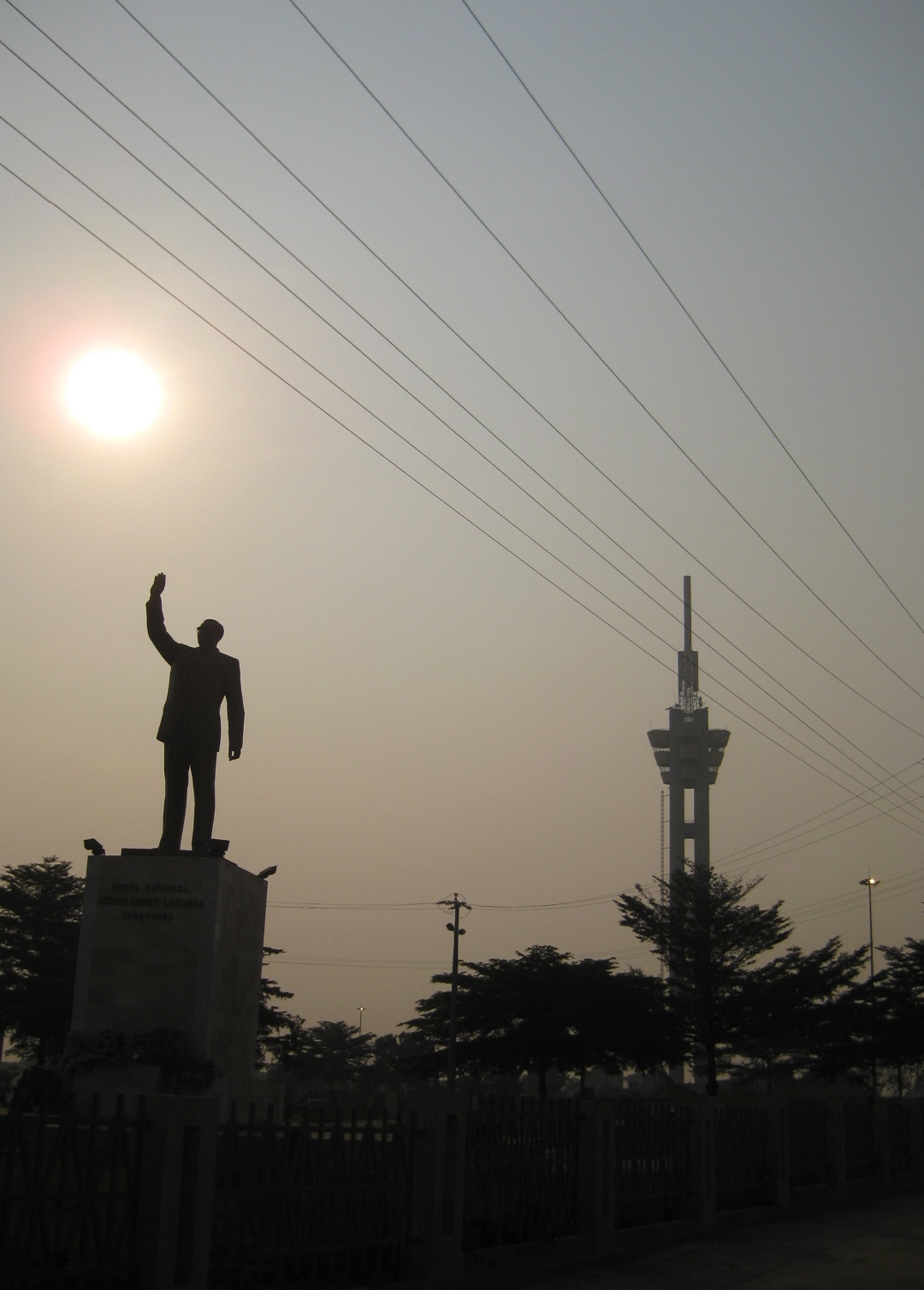
Estátua de Lumumba, e atrás dela a Torre Limete

Quinxassa é tanto uma cidade (ville, em francês) quanto uma província (province em francês), uma das vinte e seis províncias da República Democrática do Congo. O seu estatuto, é pois, semelhante a Paris, que é ao mesmo tempo uma cidade e um dos cem departamentos da França.

### Divisões administrativas
A cidade-município (ville-province) de Quinxassa está dividida em vinte e quatro comunas. O centro comercial e administrativo de Quinxassa é a comuna de La Gombe. A comuna de Quinxassa deu o seu nome à cidade toda, mas não é nem o comercial nem o centro administrativo da metrópole.
No quadro abaixo temos as vinte e quatro comunas da cidade-província de Quinxassa e suas respetivas áreas e populações em 2004, segundo o Instituto Nacional de Estatística (INS) da República Democrática do Congo.
| Comuna                        | Área (km²) | População (2004) | Densidade (hab/km²) |
| ----------------------------- | ---------- | ---------------- | ------------------- |
| Bandalungwa                   | 6,82       | 202 341          | 29 669              |
| Barumbu                       | 4,72       | 150 319          | 31 847              |
| Bumbu                         | 5,3        | 329 234          | 62 120              |
| La Gombe                      | 29,33      | 32 373           | 1 104               |
| Kalamu                        | 6,64       | 315 342          | 47 491              |
| Kasa-Vubu                     | 5,05       | 157 320          | 31 152              |
| Kimbanseke                    | 237,78     | 946 372          | 3 980               |
| Kintambo                      | 2,72       | 106 772          | 39 254              |
| Kisenso                       | 16,6       | 386 151          | 23 262              |
| Lemba                         | 23,70      | 349 838          | 14 761              |
| Limete                        | 67,6       | 375 726          | 5 558               |
| Lingwala                      | 2,88       | 94 635           | 32 859              |
| Makala                        | 5,6        | 253 844          | 45 329              |
| Maluku                        | 7 948,8    | 179 648          | 23                  |
| Masina                        | 69,93      | 485 167          | 6 938               |
| Matete                        | 4,88       | 268 781          | 55 078              |
| Mont Ngafula                  | 358,92     | 261 004          | 727                 |
| Ndjili                        | 11,4       | 442 138          | 38 784              |
| Ngaba                         | 4,0        | 180 650          | 45 163              |
| Ngaliema                      | 224,3      | 683 135          | 3 046               |
| Ngiri-Ngiri                   | 3,4        | 174 843          | 51 424              |
| Nsele                         | 898,79     | 140 929          | 157                 |
| Quinxassa                     | 2,87       | 164 857          | 57 441              |
| Selembao                      | 23,18      | 335 581          | 14 477              |
| Cidade-Província de Quinxassa | 9 965,21   | 7 017 000        | 704                 |

### Cidades-irmãs
As seguintes cidades estão geminadas com Quinxassa:
- Bolonha, Itália.
- Brazavile, República do Congo.[64]
- Bruxelas, Bélgica
- Dacar, Senegal.
- Lomé, Togo.
- Teerã, Irã.
- Utreque, Países Baixos.
- Jamena, Chade.
- Ancara, Turquia.

## Economia
A cidade é o principal centro industrial do pais, concentrando unidades fabris de tecidos e processamento de alimentos, bebidas e produtos químicos, além de estalagem de embarcações.
Nos serviços, a cidade concentra importante massa salarial nos transportes fliuviais, rodoviários e ferroviários. No mesmo setor, é o mais importante centro nacional nas áreas de saúde, educação e cultura, além de serviços financeiros. Dado sua localização, é vital centro comercial para a região.

## Infraestrurura

### Transportes
A cidade é atravessada pela Rodovia Trípoli–Cidade do Cabo, que a liga ao norte com Brazavile (não há ponte na travessia do Congo, somente serviço de balsas) e ao sudoeste com Matadi. Já pela Rodovia N1, liga-se com Mongata e Bukanga-Lonzo, ao sudeste.
A cidade é servida por um aeródromo, o Aeroporto de N'djili, o maior e mais movimentado do país. Além deste, há o aeródomo secundário Aeroporto N'Dolo, o mais antigo da cidade, que serve principalmente como base aérea militar.
A mais movimentada ligação férrea do país, o Caminho de Ferro Matadi—Quinxassa, conecta a capital nacional à importante cidade portuária de Matadi, o grande porto fluvial do Congo. A linha foi reaberta em setembro de 2015 após cerca de uma década sem serviço regular.
Embora não possa ter ligação fluvial direta com o oceano Atlântico devido as Quedas de Inga e as Quedas de Livingstone, Quinxassa é um importante porto fluvial para a média bacia do Congo.

### Educação
Quinxassa dispõe de vários centros de ensino superior. A mais importante e mais prestigiosa instituição de ensino superior é a Universidade de Quinxassa, uma universidade pública. Dentre as instituições de ensino superior públicas, há ainda o Colégio de Estudos Avançados em Estratégia e Defesa (instituição superior militar mais importante do Congo-Quinxassa), a Universidade Nacional Pedagógica (a primeira universidade pedagógica do país), o Centro para Treinamento em Saúde (CEFA), o Instituto Nacional de Artes e a Universidade Cardeal Malula; e, dentre as privadas, há a Universidade Católica do Congo, a Universidade Protestante do Congo, a Universidade Pan-Africana do Congo, a Universidade Simon Kimbangu e a Universidade Livre de Quinxassa.
Além dessas, destacam-se como instituições secundárias o Liceu Príncipe de Lieja (com um departamento francófono e um departamento neerlandófono), o Liceu Françês René Descartes, a Escola Americana de Quinxassa, a Escola Allhadeff e o Complexo Escolar Interface (compreendendo uma creche, uma escola primária e uma secundária).

### Segurança e criminalidade
Em 2004, Quinxassa foi classificada como uma das cidades mais violentas da África, se tratando de criminalidade. Desde a Segunda Guerra do Congo, a cidade tem feito esforços para o combate da violência urbana. Assaltos, roubos, estupros, seqüestros e violência entre gangues de favelas e periferias são relativamente comuns. A taxa de homicídios de Quinxassa é uma das mais altas do mundo, com 112 homicídios por 100 000 habitantes.

## Cultura e lazer
Quinxassa é um grande centro cultural e intelectual para a África Central, com uma florescente comunidade de músicos e artistas, bem como expressões culturais particulares. O Museu Nacional da República Democrática do Congo é o museu mais proeminente do país.

### Manifestações populares
Em Quinxassa há um estilo local de cultura pop chamado mikiliste, que encontra nos artistas Adrien Mombele (ou Stervos Niarcos) e Papa Wemba seus maiores expoentes iniciais. Outra tendência cultural é o La Sape, descrita como uma evolução do dândismo, que envolve o uso de roupas extravagantes.

### Áreas edificadas
Entre as grandes áreas da cidade incluem a "Cidade da União Africana", onde situam-se órgãos do Governo da República Democrática do Congo, a Comuna de Matonge, conhecida regionalmente por sua vida noturna, L'ONATRA, o impressionante edifício do Ministério dos Transportes e o residencial Área de La Gombe. Na cidade estão o Tribunal de Cassação, o Tribunal Constitucional, o Palácio de Mármore, o Estádio dos Mártires de Pentecostes, a Casa do Governo, o Palácio da Nação (residência do Presidente) e o Palácio do Povo (edifício de ambas as casas do parlamento). O Banco Central do Congo tem sua sede no Boulevard Coronel Tshatshi, em frente ao Mausoléu de Laurent Kabila e ao palácio presidencial.
Dentre as edificações religiosas destacadas por sua arquitetura imponente estão a Catedral de Nossa Senhora do Congo, a Catedral Protestante do Centenário, a Catedral de Sant'Ana de Quinxassa, a Igreja de São Pedro, a Igreja do Sagrado Coração e a Igreja de São Leopoldo.
Outras edificações que destacam-se são o Edifício SOZACOM, o Hotel Memling, o Mercado Central, a Torre Limete, o Edifício da Academia de Belas Artes de Quinxassa (que sedia o Instituto Nacional de Artes) e o portentoso edifício do Museu Nacional da República Democrática do Congo.

### Desportos
A mais popular prática desportiva local é o futebol, tanto que as mais importantes equipes nacionais estão na cidade, sendo: Association Sportive Vita Club, Daring Club Motema Pembe, Amicale Sportive Dragons, Athletic Club Sodigraf e Football Club Renaissance du Congo. Dentre as infraestruturas desportivas, há o Estádio dos Mártires de Pentecostes, o Estádio Tata Raphaël e o Estádio Cardeal Malula.